# Éditions Schulthess
Les éditions Schulthess ou Schulthess Médias Juridiques est une maison d'édition et libraire suisse, spécialisée dans le droit et l'actualité juridique. Elle a son siège à Zurich.
Actionnaire de la banque de données juridiques Swisslex, Schulthess publie des monographies, des commentaires ou encore des ouvrages destinés aux étudiants en droit.

## Histoire

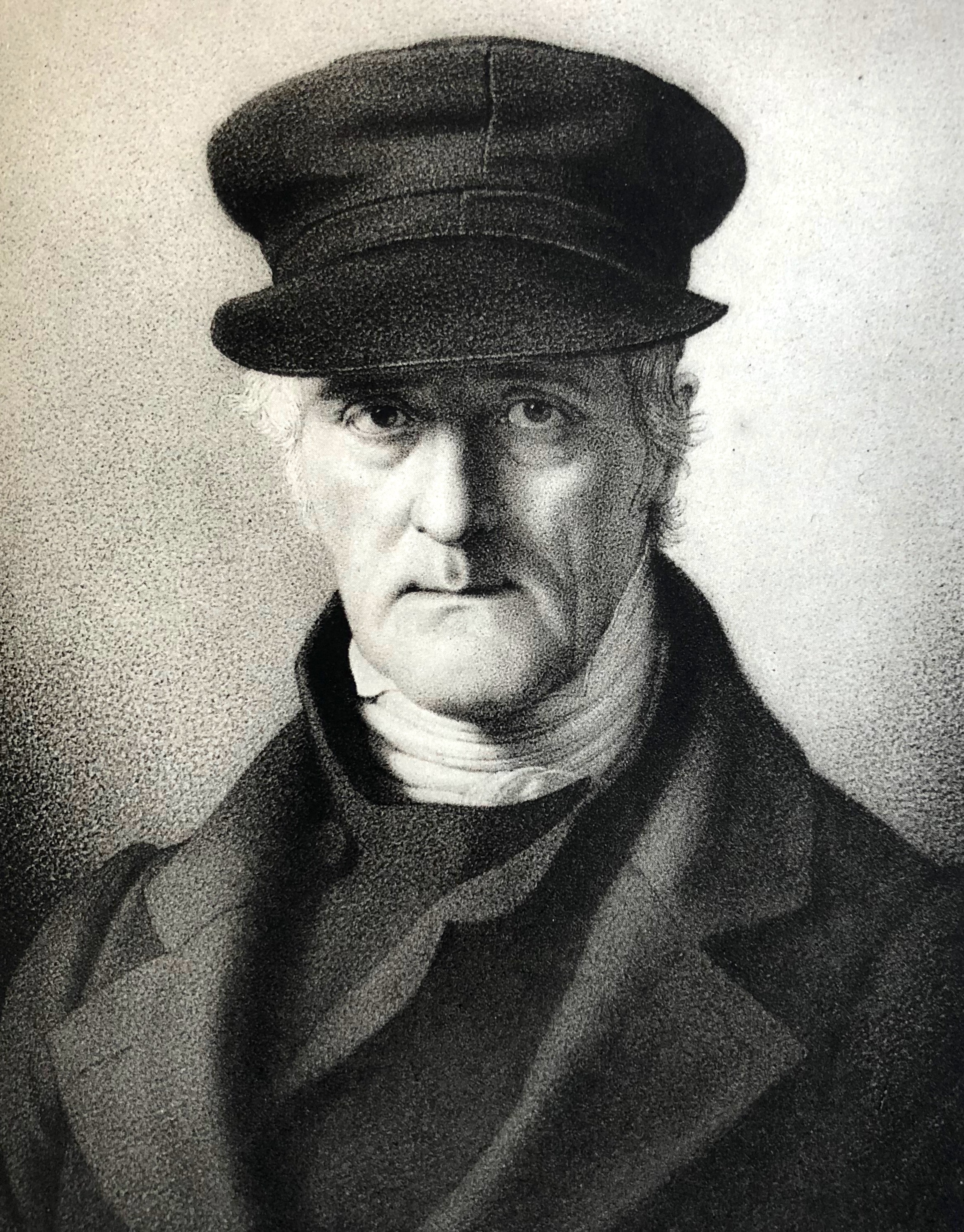
Johannes Schulthess, le fondateur.

Les éditions sont fondées comme entreprise familiale par le professeur de théologie Johannes Schulthess (1763-1836), en 1791. Puisque son poste ne lui permettait pas de diriger une entreprise à temps plein et qu'il lui manquait l'expérience du monde des affaires, il s'associe dans un premier temps avec l'imprimeur Kaspar Näf qui donne son nom à leur entreprise à ses débuts. À l'instauration de la République helvétique en 1798, Schulthess reprend l'entreprise sous son propre nom.
Le catalogue se réduisait alors à des manuels scolaires et des ouvrages d'histoire et de théologie. En 1804, Schulthess publie son premier ouvrage juridique : un recueil de lois zurichois. 
En 1831, le fils Friedriech Schulthess (1804-1869) reprend la direction de l'entreprise familiale. Une première librairie Schulthess s'ouvre en 1832 à Zurich. L'arrière-petit-fils du fondateur, Hand Schultess-Hünerwadel (1872-1959) ainsi que son successeur, Robert Hülimann-Schulthess (1893-1968) ont fortement contribué à l'expansion des publications juridiques au sein des éditions Schulthess. Par la suite, sa fille, Charlotte Homburger Mark gère la fortune de la maison d'édition. La spécialisation juridique de Schulthess débute notamment en 1970 lors de sa fusion avec la maison d'édition Polygrafic. 
En 2000, une seconde librairie Schulthess ouvre à Bâle. 

## Publications
- Commentaire zurichois, publié par les éditions Schulthess depuis 1909.

### Ouvrages de référence
- Heinz Albers-Schönberg ; Charlotte Homburger ; Hans Reiser : Die Geschichte des Verlages Schulthess. Die ersten 120 Jahre. Schulthess Polygraphischer Verlag, Zürich 1991,  (ISBN 3-7255-2880-2)